# Pycnonotus flaviventris
El bulbul crestinegro (Pycnonotus flaviventris) es una especie de ave paseriforme de la familia Pycnonotidae propia de la región indomalaya.

## Descripción

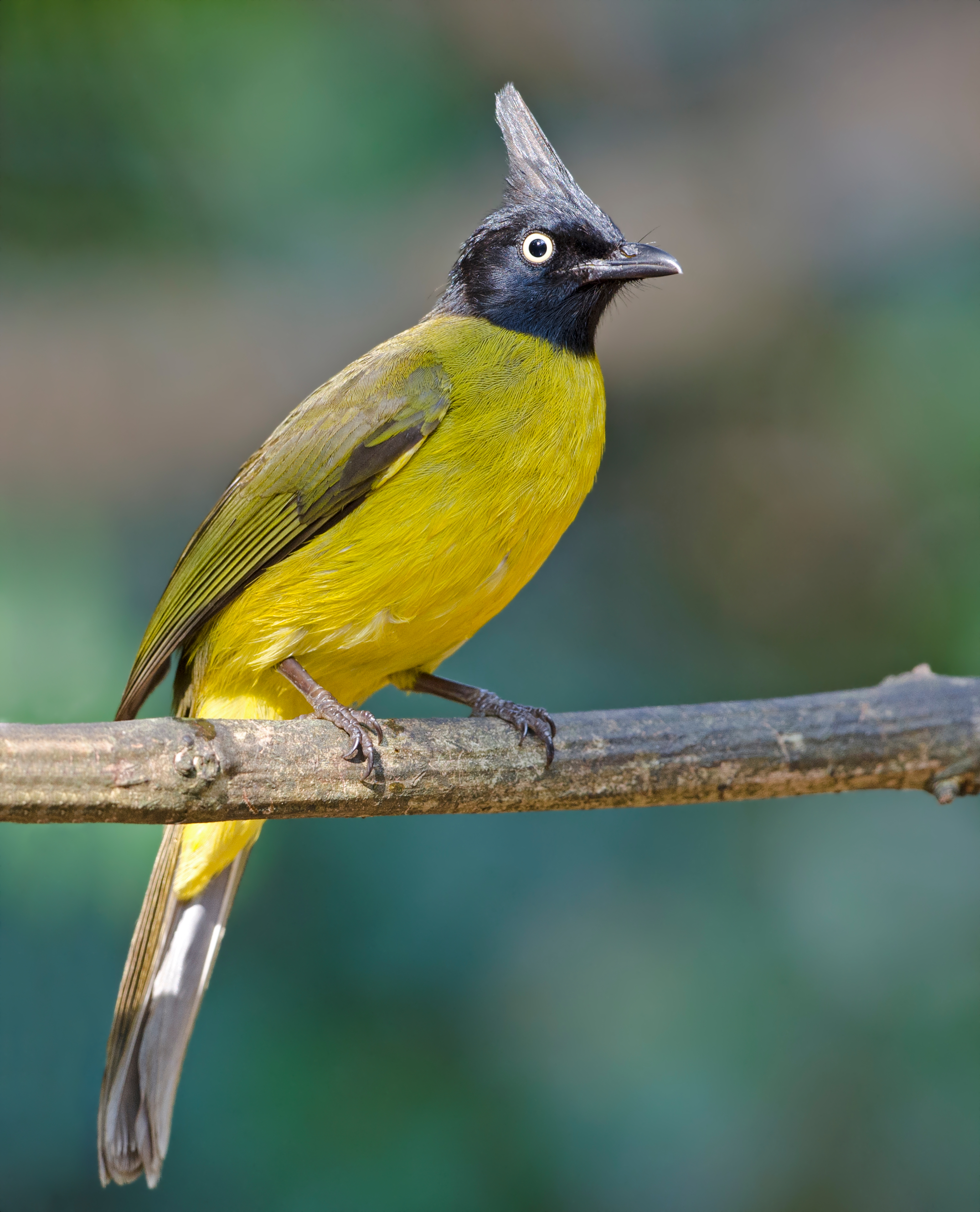
Ejemplar en el parque nacional Kaeng Krachan.

El bulbul crestinegro mide alrededor de 19 cm de largo. Su cabeza es negruzca y presenta un prominente penacho negro. Sus partes superiores son de color verde oliváceo, y las inferiores amarillas de distintos tonos. Las partes inferiores de sus alas y cola son blancas, al igual que el iris de sus ojos. Ambos sexos tienen el plumaje similar. Los juveniles son de tonos ligeramente más apagados.

## Taxonomía
Anteriormente se clasificaba en el género Vanga. Se consideró conespecífico del bulbul carinegro (Pycnonotus melanicterus) hasta 2005, cuando los estudios filogenéticos indicaron su separación.
Se reconocen ocho subespecies:
- P. f. flaviventris - (Tickell, 1833): se encuentra desde Nepal, el norte y este de la India al el sur de China e interior de Birmania;
- P. f. vantynei - Deignan, 1948: se extiende del este y sur de Birmania hasta el sur de China y norte de Indochina;
- P. f. xanthops - Deignan, 1948: ocupa el sureste de Birmania y el oeste de Tailandia;
- P. f. auratus - Deignan, 1948: está presente en el noreste de Tailandia y el oeste de Laos;
- P. f. johnsoni - (Gyldenstolpe, 1913): originalmente descrita como una especie separada. se localiza en el centro y sureste de Tailandia y el sur de Indochina;
- P. f. elbeli - Deignan, 1954: ocupa las islas del sureste de Tailandia;
- P. f. negatus - Deignan, 1954: está presente en el sur de Birmania y el suroeste de Tailandia;
- P. f. caecilii - Deignan, 1948: ocupa el norte de la península malaya.

## Distribución y hábitat
Se extiende desde el este del subcontinente indio y el sudeste asiático hasta Indochina, el norte de la peninsula malaya y el sur de China. Su hábitat son los bosques tropicales y subtropicales y las zonas de matorral denso.

## Comportamiento y ecología
Construye su nido en un matorral, donde pone de dos a cuatro huevos. Se alimenta de insectos y frutos.